# Volog
Volog – wieś w Słowenii, w gminie Nazarje. W 2018 roku liczyła 130 mieszkańców.